# Смирновы (Спас-Талицкое сельское поселение)
Смирновы — деревня в Оричевском районе Кировской области в составе Спас-Талицкого сельского поселения.

## География
Находится на расстоянии примерно 5 км по прямой на юго-запад от районного центра поселка Оричи.

## История
Известна с 1710 года как починок Самсона Перевалова из 4 дворов с населением 18 душ. В 1764 году учтено 20 жителей. В 1873 году отмечено дворов 22 и жителей 158, в 1905 11 и 94, в 1926 13 и 77, в 1950 12 и 42. В 1989 году проживало 89 человек.

## Население
Постоянное население  составляло 98 человек (русские 97%) в 2002 году, 71 в 2010.